# Henri-Casimir de Nassau-Diez
Henri-Casimir de Nassau-Diez (ou de Nassau-Dietz) (Arnhem, 21 janvier 1612 – Hulst, 13 juillet 1640) était comte de Nassau-Dietz et stathouder de la Frise, de Groningue et de Drenthe.
Il était le fils aîné d'Ernest-Casimir de Nassau-Dietz et de Sophie-Hedwige de Brunswick-Wolfenbüttel, et comme son père, il est mort au combat. Le 13 juillet 1640, il a été blessé à Sint Jansteen à la bataille de Hulst. Il est décédé le jour suivant. Henri-Casimir est enterré à Leeuwarden, et ses titres ont été transmis à son frère Guillaume-Frédéric de Nassau-Dietz. Son décès à 28 ans a suscité la construction d'une série de mémoriaux à son nom et à celui de la bataille lors de laquelle il est mort. Le Rijksmuseum conserve une chemise tachée de sang faisant partie des vêtements que l'on suppose qu'il portait lorsqu'il a été blessé.

## Sources
- (es) Cet article est partiellement ou en totalité issu de l’article de Wikipédia en espagnol intitulé « Enrico Casimiro I di Nassu-Dietz » (voir la liste des auteurs).